# Comparação de gerenciadores de senhas
Comparação de gerenciadores de senha.

## Comparação
| Fornecedor           | Preço                  | Importação de outros navegadores | Importação de concorrentes | Autenticação em dois fatores | Exportar dados | Captura automática de senha | Reprodução automática de senha | Formulários | Múltiplas identidades de preenchimento de formulários | Relatório de força de senha acionável | Compartilhamento seguro | Legado digital | Edição portátil         | Senhas de aplicativos | Menu de navegação de logins | Criptografia de nível de aplicativo |
| -------------------- | ---------------------- | -------------------------------- | -------------------------- | ---------------------------- | -------------- | --------------------------- | ------------------------------ | ----------- | ----------------------------------------------------- | ------------------------------------- | ----------------------- | -------------- | ----------------------- | --------------------- | --------------------------- | ----------------------------------- |
| Dashlane 4           | Grátis ou $39.99       | Sim                              | Sim                        | Sim                          | Sim            | Sim                         | Sim                            | Sim         | Sim                                                   | Sim                                   | Sim                     | Sim            | Sim                     | Sim                   | Sim                         | Sim                                 |
| Encryptr             | Grátis                 | Não                              | Não                        | Não                          | Não            | Não                         | Não                            | Não         | Não                                                   | Não                                   | Não                     | Não            | Não                     | Sim                   | Não                         | Sim                                 |
| Intuitive Password   | Grátis ou $2 (mensais) | Não                              | Sim                        | Sim                          | Sim            | Não                         | Sim                            | Sim         | Não                                                   | Sim                                   | Sim                     | Não            | Sim                     | Sim                   | Sim                         | Sim                                 |
| KeePass              | Grátis                 | Sim                              | Sim                        | Sim (Plugin)                 | Sim            | Sim                         | Sim                            | Sim         | Sim                                                   | Sim                                   | Não                     | Não            | Sim                     | Sim                   | Sim                         | Sim                                 |
| KeePassXC            | Grátis                 | Sim                              | Sim                        | Sim (Plugin)                 | Sim            | Sim                         | Sim                            | Sim         | Sim                                                   | Sim                                   | Não                     | Não            | Sim                     | Sim                   | Sim                         | Sim                                 |
| LastPass 4           | Grátis ou $12.00       | Sim                              | Sim                        | Sim                          | Sim            | Sim                         | Sim                            | Sim         | Sim                                                   | Sim                                   | Sim                     | Sim            | Sim                     | Sim                   | Sim                         | Sim                                 |
| Norton Identity Safe | Grátis                 | Sim                              | Sim                        | Não                          | Sim            | Sim                         | Sim                            | Sim         | Sim                                                   | Não                                   | Não                     | Não            | Sim (iOS - somente EUA) | Sim                   | Sim                         | Sim                                 |